# Menachem (król Izraela)
Menachem (zm. 742 p.n.e.) – szesnasty król królestwa Izraela od 752 p.n.e., syn Gadiego, opisywany w 2 Księdze Królewskiej.

## Panowanie
Zamordował Szalluma, przejmując po nim tron i krwawo stłumił bunt przeciwko niemu w Thapsakos, doszczętnie niszcząc miasto. Był wasalem króla Asyrii Tiglat-Pilesera III, któremu złożył trybut w wysokości 1000 talentów srebra, by ten pozostawił go na tronie. Sumę tę ściągnął od zamożnych obywateli państwa. Do czynu tego prawdopodobnie nawiązywał prorok Ozeasz.